# 千葉中央駅

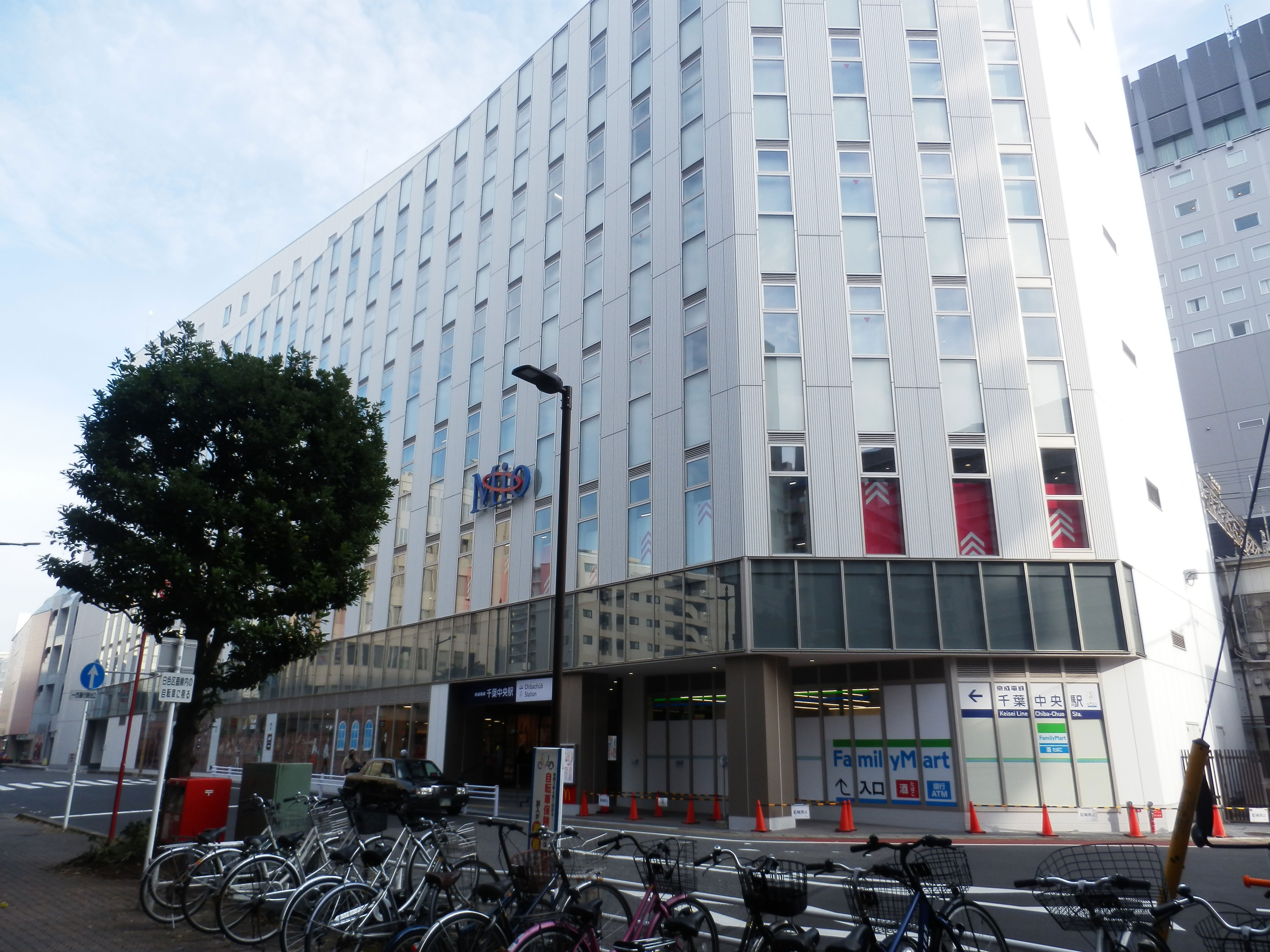
西口 京成千葉中央ビル（2021年12月）

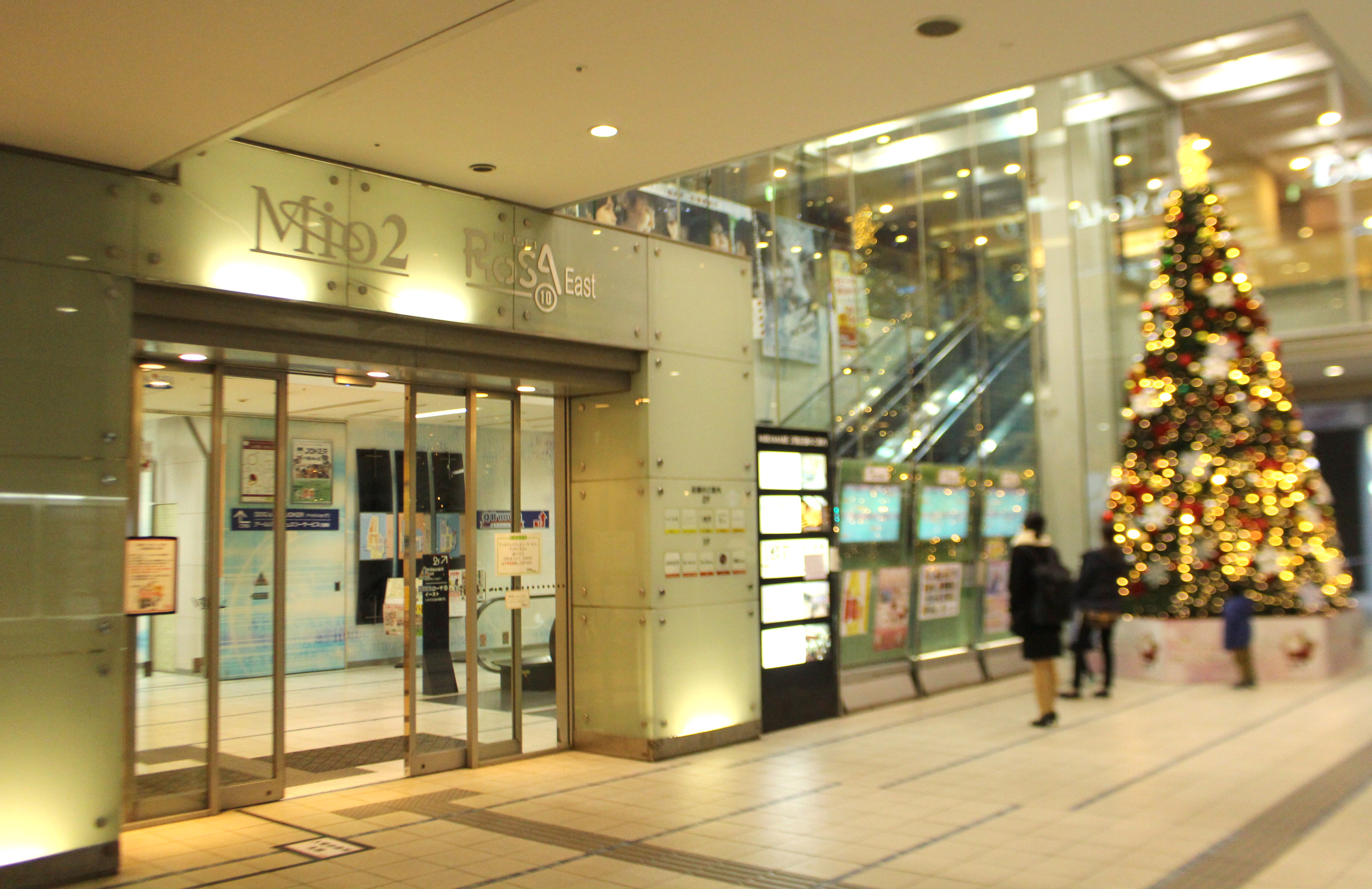
ユアエルム千葉店Mio2（上層階は京成ローザ10イースト）

千葉中央駅（ちばちゅうおうえき）は、千葉県千葉市中央区本千葉町にある京成電鉄の駅である。千葉線の終点で千原線の起点。駅番号はKS60。

## 概要
当駅は中央区本千葉町15番1号に位置し、当駅と千葉駅および京成千葉駅の両駅間は約1キロメートルほどの商業施設（ペリエ千葉ストリート1、千葉ショッピングセンターC-one、ユアエルム千葉店Mio1・Mio2）にてつながっている。
千葉県の県庁所在地及び政令指定都市である千葉市中心街にある駅の一つである。当駅から千葉駅・京成千葉駅及び千葉都市モノレール1号線の葭川公園駅にかけての中心市街地（富士見地区から中央地区）には企業のオフィスビル、銀行や商業施設、家電量販店などが林立する繁華街となっており、関東有数の市場規模を誇る。
駅東口は再開発事業で複合型ホテルとして建設が進められ、2002年（平成14年）9月6日に京成ホテルミラマーレ（旧・千葉京成ホテル）、京成ローザ10（映画館）、ユアエルム千葉店Mio1・Mio2（商業施設）、千葉中央駅前交番が入居する超高層建築物が完成した。駅西口の複合商業施設である千葉中央駅西口ビルは、老朽化が進んでいたことから2018年（平成30年）8月より建て替え工事が進められ、2021年（令和3年）10月に京成千葉中央ビルとして完成した。これにより同駅の拠点性を高める効果を狙う。

## 乗り入れ路線
千葉線と千原線が乗り入れており、前者の終点かつ後者の起点である。ただし、両路線の運転系統は一本化している。千原線ちはら台からの列車は全て千葉線へ直通運転し、千葉線京成津田沼方面からの列車の半数、松戸線からの列車の全てが当駅止まりである。当駅からの上り列車の行き先は京成上野、津田沼、松戸行きが存在するが、1990年代までは1日1本都営地下鉄浅草線直通の普通西馬込行きが存在した。

千原線は千葉急行電鉄の路線であった経緯から、京成の他路線とは異なる運賃体系となっており、キロ数計算は当駅で打ち切られる。
当駅付近でJR外房線が並走している。現在当駅がある場所は外房線本千葉駅の跡地で、当駅と共に本千葉駅も今の場所に移転したため、現在は外房線側に駅はない。

## 歴史
- 1921年（大正10年）7月17日 - 千葉駅として[4]、現在の千葉市中央公園（千葉市中央区中央一丁目12番、北緯35度36分36.5秒 東経140度7分15.8秒）付近に開業[5]。
- 1931年（昭和6年）11月18日 - 連絡運輸開始に伴い京成千葉駅に改称[6][7][注釈 1]。
- 1945年（昭和20年）7月7日 - 千葉空襲により駅舎焼失[8]。
- 1958年（昭和33年）
  - 2月10日 - 戦災復興都市計画に伴う区画整理事業に伴い、日本国有鉄道（国鉄）本千葉駅跡の現在地に移転。駅舎などが未完成のため、仮開業だった[9]。
  - 6月14日 - 地上4階、地下1階からなる京成千葉駅ビルが竣工。当時県内唯一だったエスカレーターを設置した[10]。
- 1967年（昭和42年）
  - 5月24日 - 新千葉 - 京成千葉駅間の高架複線化工事完成[7]。
  - 12月1日 - 京成千葉駅西口ビル開業[10]。
- 1974年（昭和49年）8月10日：自動改札機4通路分設置、使用開始[7][10]。
- 1987年（昭和62年）4月1日 - 国鉄分割民営化に際して、国鉄千葉駅前駅を京成千葉駅と改称するのに伴い、千葉中央駅に改称[11]。
- 1992年（平成4年）4月1日 - 千葉急行電鉄千葉急行線（現:京成千原線）が、当駅から大森台駅まで開業したことにより、京成電鉄との境界駅になる[12]。
- 1998年（平成10年）10月1日 - 千葉急行電鉄の会社解散による事業譲渡により、京成電鉄単独の駅となる。
- 2002年（平成14年）9月6日 - 東口に京成ホテルミラマーレがオープン[13]。
- 2006年（平成18年）12月10日 - 新京成電鉄新京成線（現:京成松戸線）と千葉線の直通運転により、新京成車両が当駅まで片乗り入れ開始[14]。
- 2018年（平成30年）8月 - 新しい千葉中央駅西口ビルの工事に着手。
- 2021年（令和3年）10月29日 - 西口に京成千葉中央ビルが開業。
- 2023年（令和5年）3月31日 - リニューアル工事を実施。

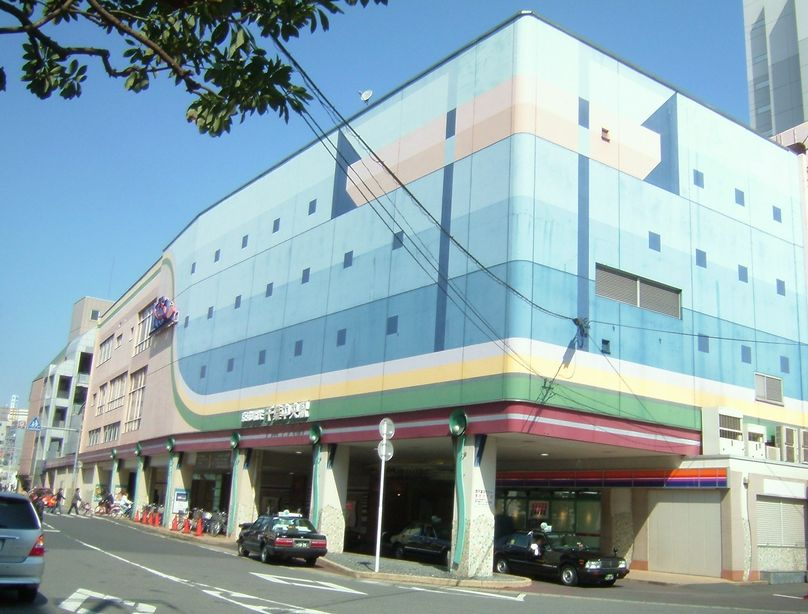
建替前の西口駅ビル（2008年3月）
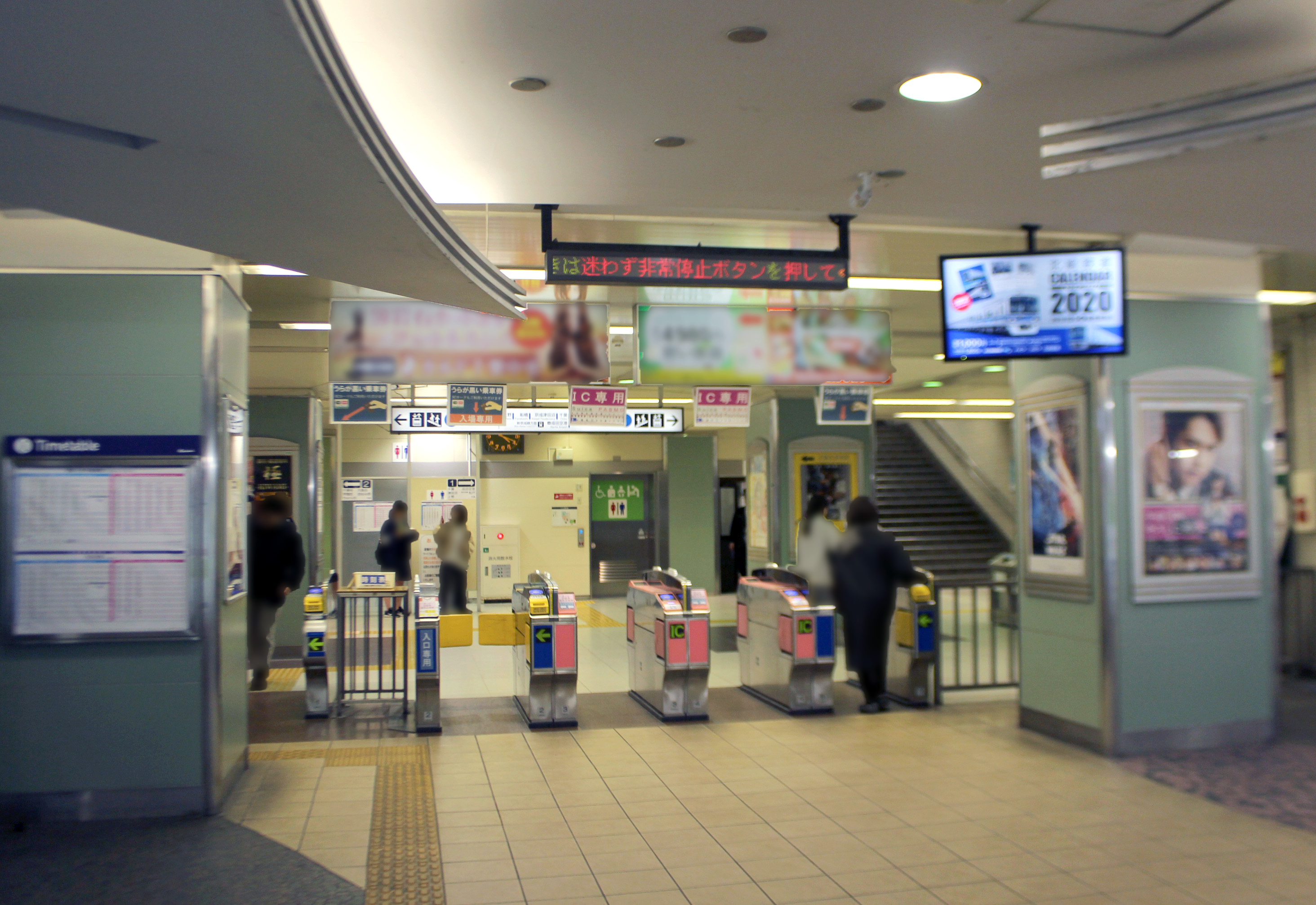
リニューアル前の改札口（2019年11月）

## 駅構造
相対式ホーム2面2線を有する高架駅である。ちはら台方面に引き上げ線があり、その先の千原線内は単線となる（ただし、用地は複線に対応している）。
ホーム有効長は8両。ただし、京成幕張本郷 - 新千葉間の各駅のホーム有効長は6両分しかないため、通常は千葉線に8両編成が入線することはない。

### のりば
| 番線 | 路線   | 方向 | 行先                                                                     |
| ---- | ------ | ---- | ------------------------------------------------------------------------ |
| 1    | 千葉線 | 上り | 京成千葉・京成津田沼・京成船橋・京成上野・日暮里・ 成田空港・ 松戸線方面 |
| 2    | 千原線 | 下り | ちはら台方面                                                             |

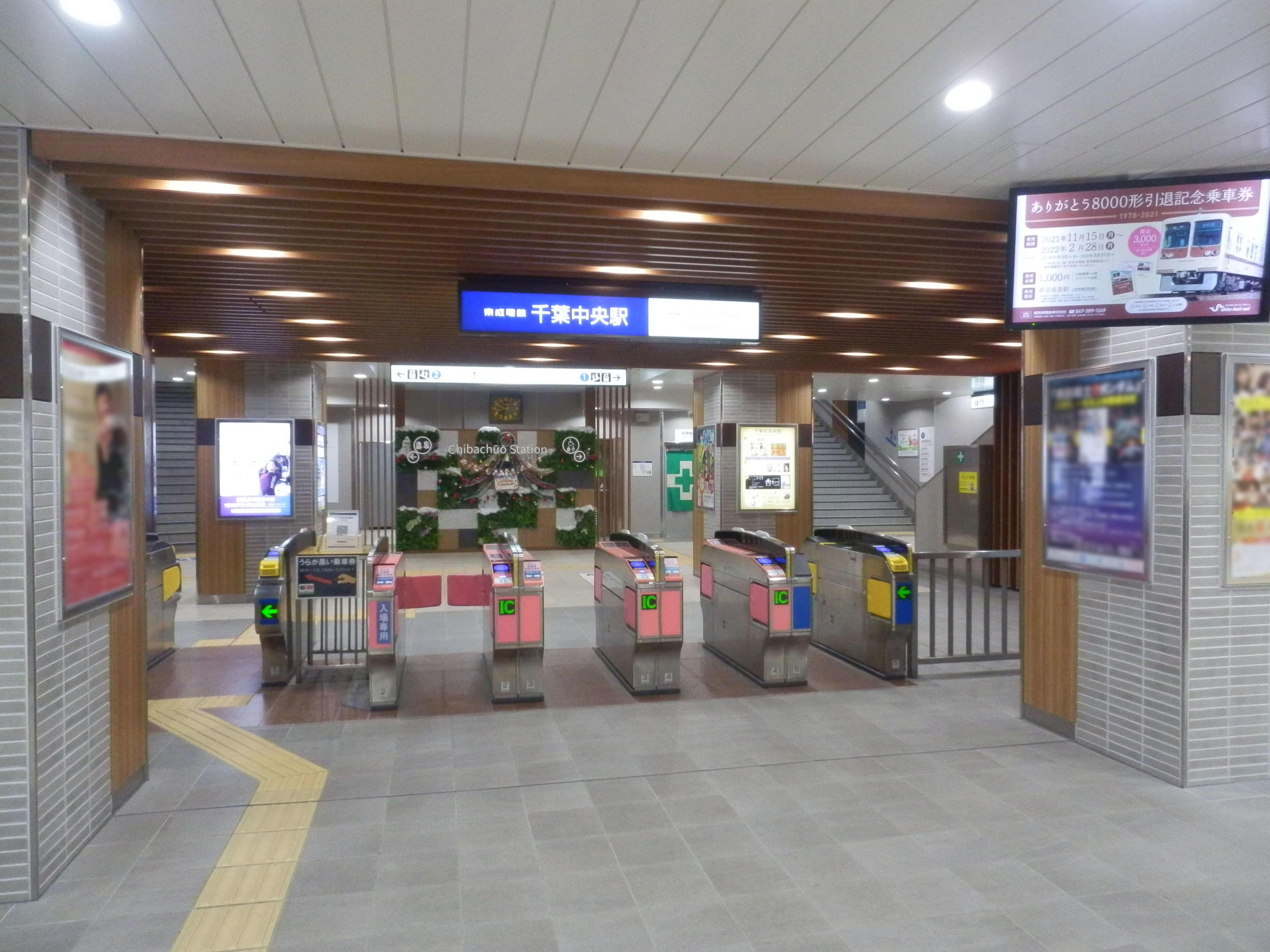
改札口（2021年12月）
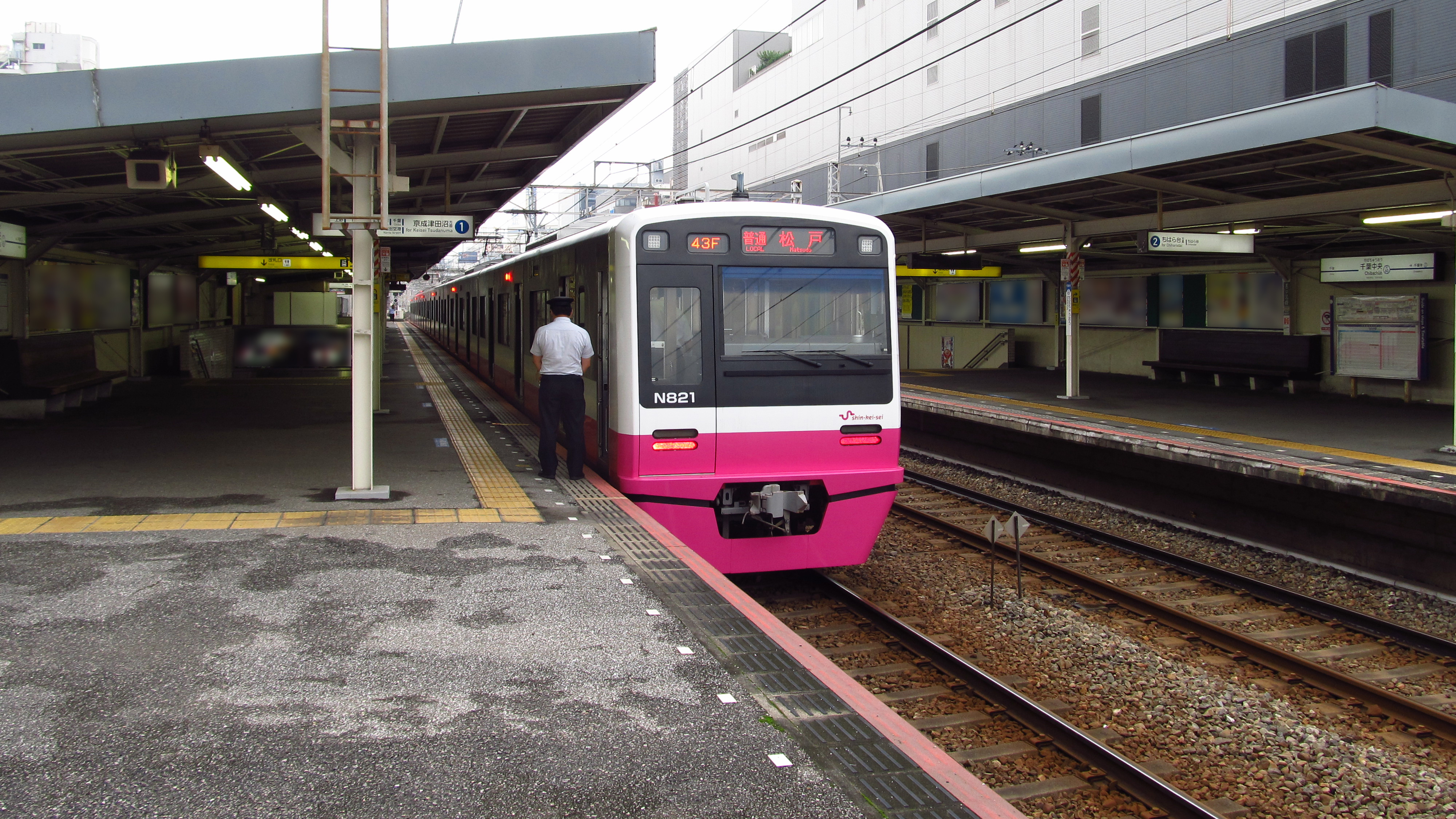
駅ホーム（2019年7月）
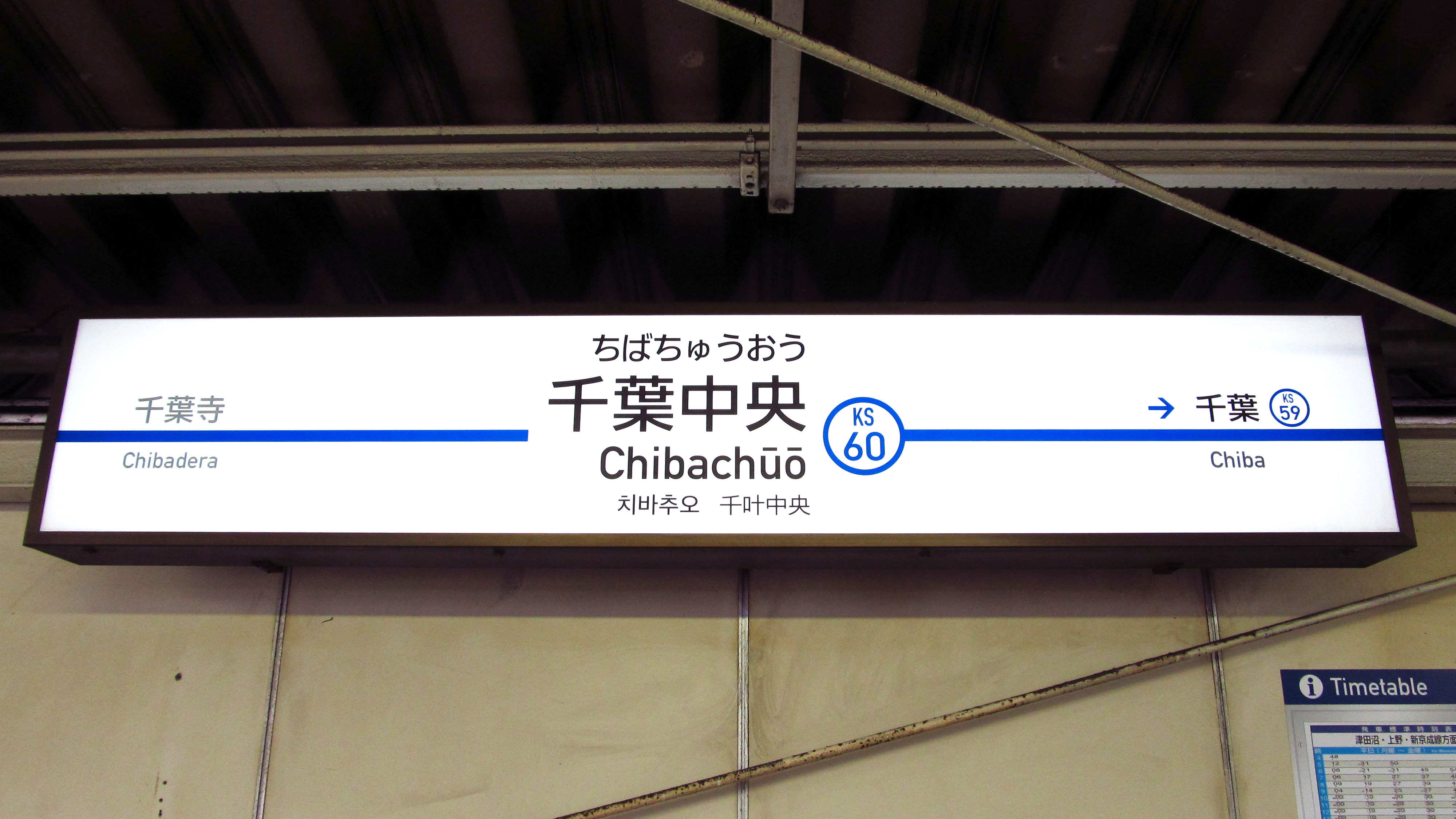
駅名標（2019年7月）

## 利用状況
2024年度の1日平均乗降人員は20,353人である。近年の推移は以下の通り。
| 年度               | 1日平均 乗降人員 | 1日平均 乗車人員 |
| ------------------ | ---------------- | ---------------- |
| 2003年（平成15年） | 14,334           |                  |
| 2004年（平成16年） | 14,043           | 6,910            |
| 2005年（平成17年） | 14,078           | 6,940            |
| 2006年（平成18年） | 14,505           | 7,180            |
| 2007年（平成19年） | 15,068           | 7,438            |
| 2008年（平成20年） | 15,210           | 7,505            |
| 2009年（平成21年） | 15,647           | 7,704            |
| 2010年（平成22年） | 15,903           | 7,833            |
| 2011年（平成23年） | 15,546           | 7,666            |
| 2012年（平成24年） | 15,624           | 7,705            |
| 2013年（平成25年） | 16,263           | 8,017            |
| 2014年（平成26年） | 16,291           |                  |
| 2015年（平成27年） | 16,953           |                  |
| 2016年（平成28年） | 17,287           |                  |
| 2017年（平成29年） | 17,861           |                  |
| 2018年（平成30年） | 18,322           |                  |
| 2019年（令和元年） | 18,321           | 8,995            |
| 2020年（令和02年） | 15,296           | 7,529            |
| 2021年（令和03年） | 16,610           | 8,173            |
| 2022年（令和04年） | 18,297           | 9,011            |
| 2023年（令和05年） | 19,367           | 9,559            |
| 2024年（令和06年） | 20,353           | 10,053           |

## 駅周辺

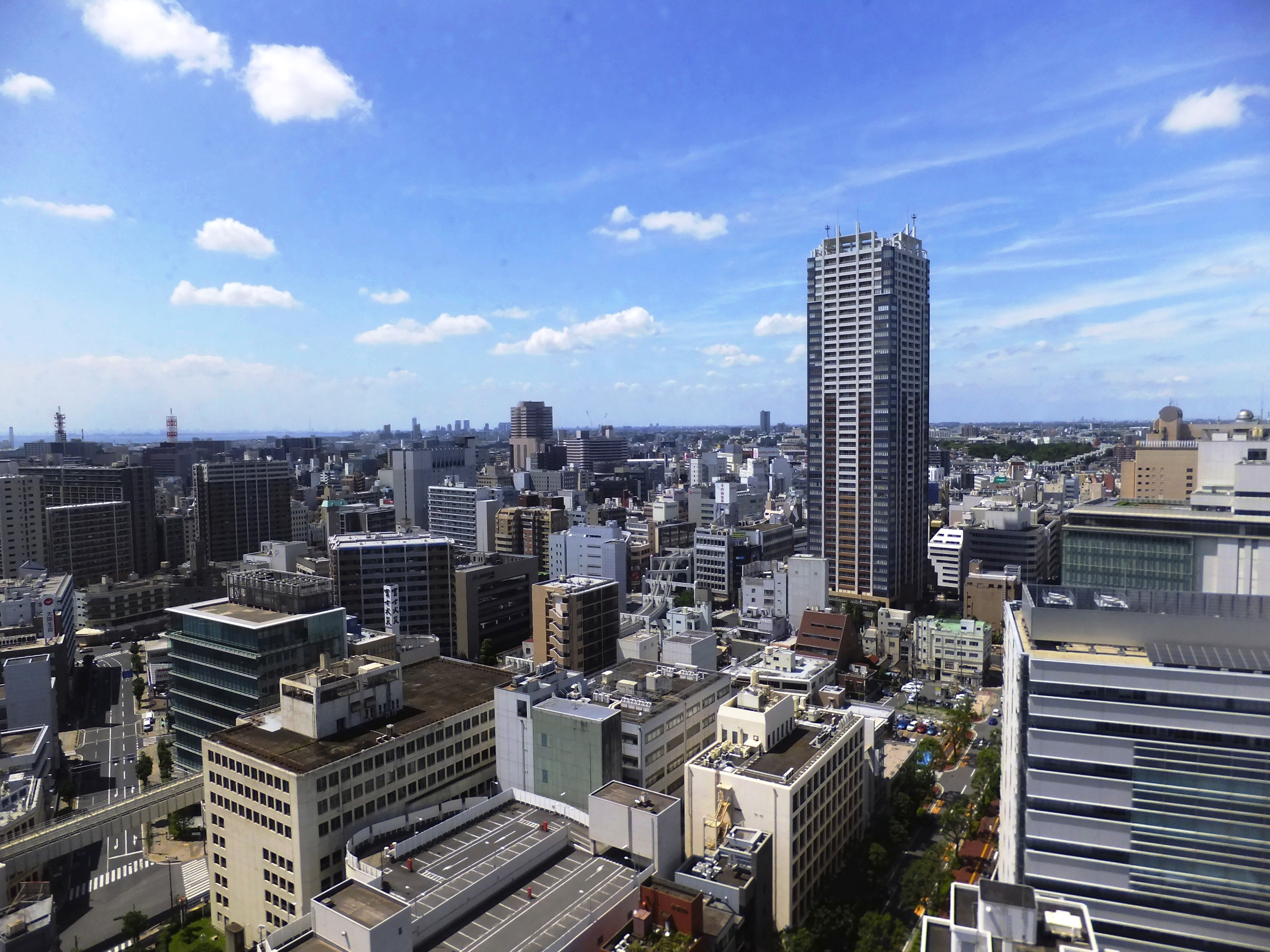
千葉県庁本庁舎より望む当駅方面（2012年8月）

東口には駅前ロータリー交差点、西口は千葉市新宿公園に続く駅前広場が整備されている。当駅を中心とする約半径1キロメートル（km）範囲内には隣駅の京成千葉駅、JR東日本・千葉都市モノレールの千葉駅、JR東日本の本千葉駅、千葉都市モノレールの市役所前駅・栄町駅・葭川公園駅・県庁前駅があり、状況によっては徒歩での移動の方が早く到達する場合もある。駅北側には国道14号、東側には国道126号がある。
周辺は千葉市の中心市街地で、千葉銀座通りなどは京成線では当駅が最も近い。しかし2000年代に入ると、千葉市街では富士見から千葉駅前付近に人が集まる傾向にあり、賑わいは当駅周辺から京成千葉駅周辺に集中している。JR外房線高架下はショッピングモール（ペリエ千葉ストリート1、千葉ショッピングセンターC-one、ユアエルム千葉店Mio1）が千葉駅から当駅まで連続し、線路東側を含めて繁華街となっている。漫画・アニメ・ゲーム関連のように千葉市内では当駅周辺に店舗が集積する業種もある。東口が商業地で占められているのに対し、西口はダイエー千葉店が2001年（平成13年）に閉店し、跡地にマンションが建築されるなど次第に住宅地となりつつある。東側亀岡町方面には千葉大学医学部や千葉大学医学部附属病院、千葉県文化会館などがある。他にも駅周辺には博物館や美術館、科学館など文教施設が多い。千葉県庁舎、千葉県警察本部などへは、京成線では当駅が最寄りである。

### 駅直結

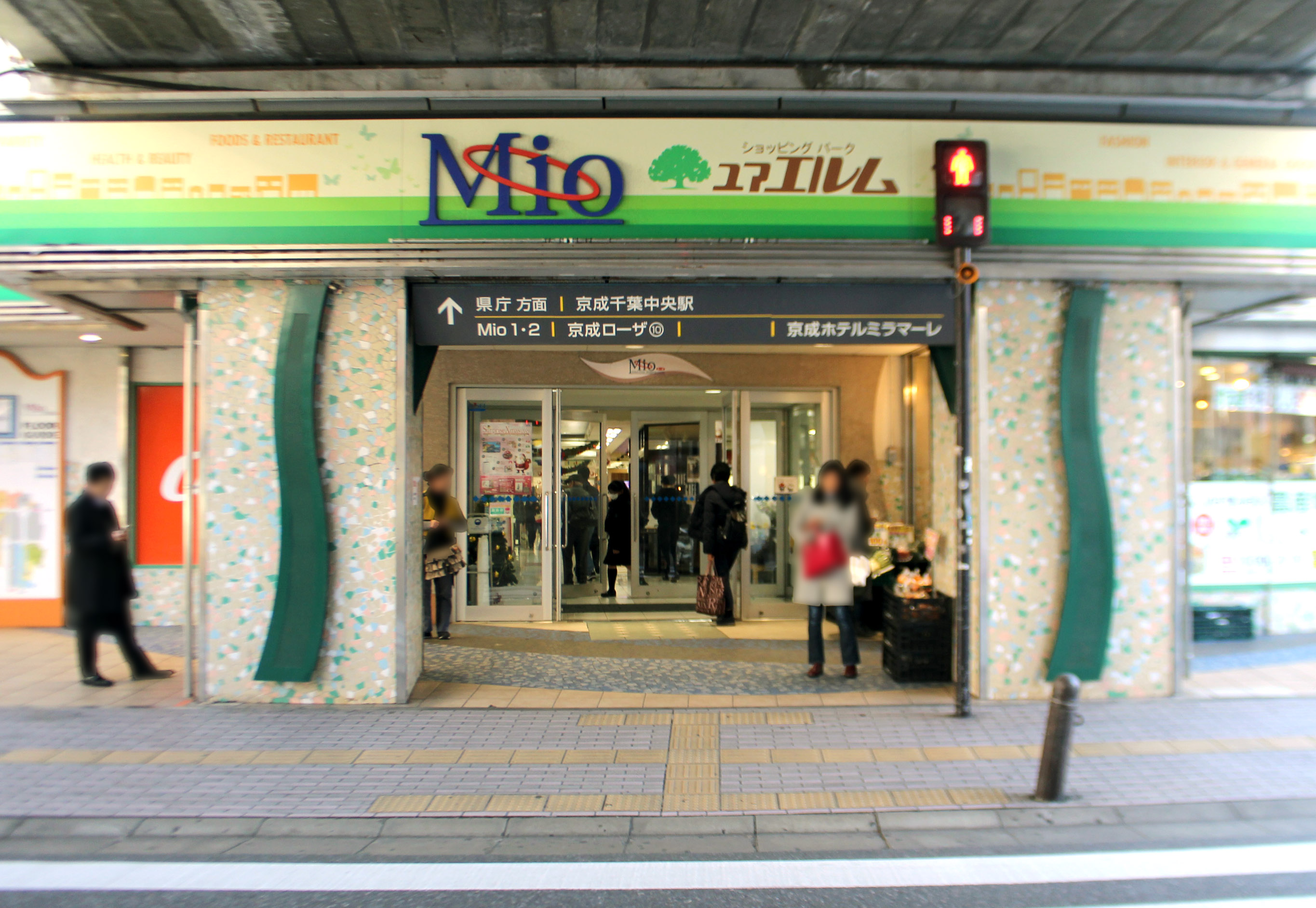
ユアエルム千葉店Mio1

- ユアエルム千葉店Mio1・Mio2
  - 京成ローザ10ウエスト
- 京成ホテルミラマーレ
  - 京成ローザ10イースト
  - 千葉中央警察署 京成千葉中央駅前交番
- 千葉ショッピングセンターC-one

### 東口
本千葉町・富士見・中央、都川より南の市場町・亥鼻方面。

#### 本千葉町
- 農林水産省関東農政局千葉県拠点（旧・千葉農政事務所）
- 国民年金基金 千葉支部
- 明聖高等学校 本校（花沢学園）
- 飛鳥未来高等学校 千葉キャンパス
- 千葉医療秘書専門学校
- 千葉興業銀行 千葉支店
- 立花証券 千葉支店
- 明治安田生命千葉ビル（明治安田生命保険 千葉支社）
- 太陽生命千葉ビル（太陽生命保険 千葉支社）
- 千葉県JA情報センター
- 千葉日産自動車 中央店
  - 日産レンタリース 千葉
- 本千葉公園

#### 富士見
栄町には千葉都市モノレール1号線の栄町駅があり、当駅から徒歩約10分。栄町駅は富士見一丁目に近接している。富士見二丁目は当駅が近接している。
富士見二丁目（国道14号より南側）
- 東京電力ホールディングス 千葉総支社本館
- 東京電力労働組合 千葉地区本部
- 水戸証券 千葉支店
- 日本生命千葉ビル（日本生命保険 千葉支社）
  - 全国健康保険協会千葉支部
- 日本生命千葉富士見ビル
  - あおぞら銀行 千葉支店
  - みずほ証券 千葉支店
  - JTB 千葉支店
- 千葉EXビル

#### 中央
中央二丁目には千葉都市モノレール1号線の葭川公園駅があり、当駅から徒歩約5分、モノレールとの乗換は京成千葉駅の方が至便となっている。葭川公園駅は中央（一丁目・三丁目・四丁目）にも近接している。

#### 長洲
長洲一丁目にはJR外房線の本千葉駅があり、当駅から徒歩約8分。本千葉駅は長洲二丁目にも近接している。

#### 市場町・亥鼻
市場町には千葉都市モノレール1号線の県庁前駅があり、当駅から徒歩約8分。県庁前駅は亥鼻（一丁目・二丁目・三丁目）にも近接している。

### 西口
新宿・新町・新田町・神明町・問屋町・千葉港方面。

#### 新宿
- 千葉市新宿公園
- 千葉市新宿公民館
- 千葉市新宿保育所子育て支援センター
- 千葉市立新宿小学校
- 学校法人秋葉学園
  - 千葉情報経理専門学校
  - 秋葉学園別館
- 学校法人中村学園
  - 国際トラベル・ホテル・ブライダル専門学校
  - ちば愛犬動物フラワー学園
  - ハッピー製菓調理専門学校
  - ズー・フォニックス・アカデミー千葉校
  - ちば留学センター
  - アイエステティック専門学校
  - ジェイヘアメイク専門学校
- 日本ナレーション演技研究所 千葉校
- 光営 本社
- 東洋水産 南関東支店千葉営業所
- ホテルシュランザCHIBA
- ホテルモンセラトン

#### 新田町
- 井上記念病院

#### 神明町
- 千葉聴覚障害者センター
- 北原学院千葉歯科衛生専門学校

#### 新町
新町には京成千葉線の京成千葉駅があり、当駅から徒歩約10分。
新町（国道14号より南側）
- 千葉新町郵便局
- セントラルフィットネスクラブ 千葉

#### 問屋町・千葉港
千葉港には千葉都市モノレール1号線の市役所前駅があり、当駅から徒歩約12分。市役所前駅は問屋町にも近接している。

## バス路線
東口は駅前ロータリー交差点付近にバス停留所があり、西口は駅前広場周辺にある。

### 東口
千葉中央駅東口
- 稲101：千葉中央駅西口行、稲毛駅行（京成バス千葉イースト）

千葉中央駅
- 千01：海浜病院行（※平日のみ）、稲毛海岸駅行、高浜車庫行、千葉駅行（京成バス千葉セントラル）
- 千42：稲毛海岸駅行、千葉駅行（小湊鉄道）
- 千41：幸町団地行、千葉駅行（小湊鉄道）
- 千22・24・33：浜野行、浜野駅東口行、八幡宿駅西口行（小湊鉄道）[21]。

### 西口
千葉中央駅
高速バスが発着する。
- 羽田空港行（京成バス、京浜急行バス、東京空港交通）
- 成田空港行（京成バス、千葉内陸バス）

千葉中央駅西口
- 稲101：稲毛駅行（ちばシティバス）2021年廃止[22]

## 隣の駅
京成電鉄
 千葉線
京成千葉駅 (KS59) - 千葉中央駅 (KS60)
 千原線
千葉中央駅 (KS60) - 千葉寺駅 (KS61)